# Cosmoscarta greeni
Cosmoscarta greeni är en insektsart som beskrevs av Atkinson 1889. Cosmoscarta greeni ingår i släktet Cosmoscarta och familjen spottstritar. Inga underarter finns listade i Catalogue of Life.